# Кармента
Кармента (Карментис или Карментида) је у грчкој и римској митологији била аркадијска нимфа и пророчица.

## Митологија
Била је кћерка бога Ладона и Евандерова мајка или супруга. У првом случају, њен љубавник је, према Хигину, био Хермес. У другом случају, према Плутарху и Вергилијевој „Енејиди“, са Евандером је имала сина Паланта. Име је добила због свог дара прорицања који је исказивала преко магијских песама. У Аркадији се она најпре звала Никострата, Темида, Тимндра или Тубурс. Она је наговорила Евандера да убије свог оца и онда је, заједно са њим, побегла у Италију, да би се населили, опет по њеном савету у Палатину. Када је туда касније пролазио Херкул, она му је прорекла будућност. Међутим, одбила је да учествује у давању жртве приликом подизања његовог жртвеника у Риму, чиме се објашњавала забрана женама да учествују у Херкуловом култу код Великог жртвеника. Кармента је умрла у дубокој старости, са сто десет година и сахрањена је у подножју Капитола, крај врата названих њеним именом. Карменти се приписује да је осмислила латински алфабет.

## Култ
Она је једно од најстаријих божанстава римског пантеона. У близини Капитола јој је било подигнуто светилиште и један свештеник се старао о њеном култу. Такође, крај Капитола, на јужној падини ка Тибру, налазила су се и њена два жртвеника. Први је подигнут када је Евандер стигао у Лациј. Други су јој, много касније, подигле матроне јер их је наводно обдарила децом. Наиме, сенат је био забранио женама да возе кола по граду и оне су, као знак протеста, „ускратиле“ својим супрузима сексуално задовољство. Забрана је укинута, матроне су се вратиле брачној постељи, а Кармента их је наградила бројним потомством. Осим жртвеника, од тада је овој богињи био посвећен и празник Карменталије.